# Ford Union
Die Ford Union (belarussisch Форд-Юніён) ist ein ehemaliges Joint-Venture der Ford Motor Company, dem belarussischen Lada-Importeur Lada-OMC und der Regierung von Belarus. Zur Errichtung des Werkes wurden insgesamt eine Summe von $10.000.000 aufgebracht. Damit war es das teuerste Ford-Werk Europas. Bei den Experten hingegen war der Bau des Werkes von vornherein umstritten, sodass diese letztlich sogar den Staatspräsidenten Aljaksandr Ryhorawitsch Lukaschenka am 23. Juli 1997 zu einer Pressekonferenz mit fünf strategisch ausgewählten ausländischen Journalisten zwangen. Diese Auseinandersetzungen machten das Geschehen letztlich sogar zu einem Ereignis nationaler Bedeutung. Der Vorstandsvorsitzender des Unternehmens war Alan Batty.

## Geschichte

### Das Werk
Das im Jahre 1997 eröffnete Werk in Obchuk, nahe der Landeshauptstadt Minsk, war für die CKD-Montage der Fahrzeugteile ausgelegt, welche aus polnischen, ungarischen und tschechischen Produktionswerken stammten. Versorgt werden sollten die Märkte der Russischen Föderation und die der GUS-Staaten.

### Staatliche Vergünstigungen
Um die Produktion günstig zu halten, wurde überdies ein weiterer Vertrag mit der belarussischen Regierung vereinbart, der fünf Jahre lang eine Senkung der Zölle, Verbrauchs- und Mehrwertsteuer garantierte. Im Ablauf dessen wollte sich Ford dann sogar bis zu 70 % an dem Unternehmen beteiligen.

### Das Scheitern
Nach knapp drei Jahren der Produktion waren die damaligen Befürchtungen der Wirtschaftsexperten bewahrheitet. Die Produktion erreichte für das Jahr 1999 gerade einmal 440 Fahrzeuge, bei einer möglichen Jahreskapazität von 6000 Einheiten. Auf Grund der zu geringen Nachfrage sah man ein, dass die Nachfrage auf den Zielmärkten zu gering ist und eine Änderung der Situation nicht zu erwarten sei. Im Juli 2000 wurde die Montage nach exakt drei Jahren gestoppt und das Werk geschlossen.
Anschließend wurde das Werk vom Autozulieferer Fenox Lada geführt, welcher bereits 2003 durch Unison ersetzt wurde.

## Modellübersicht

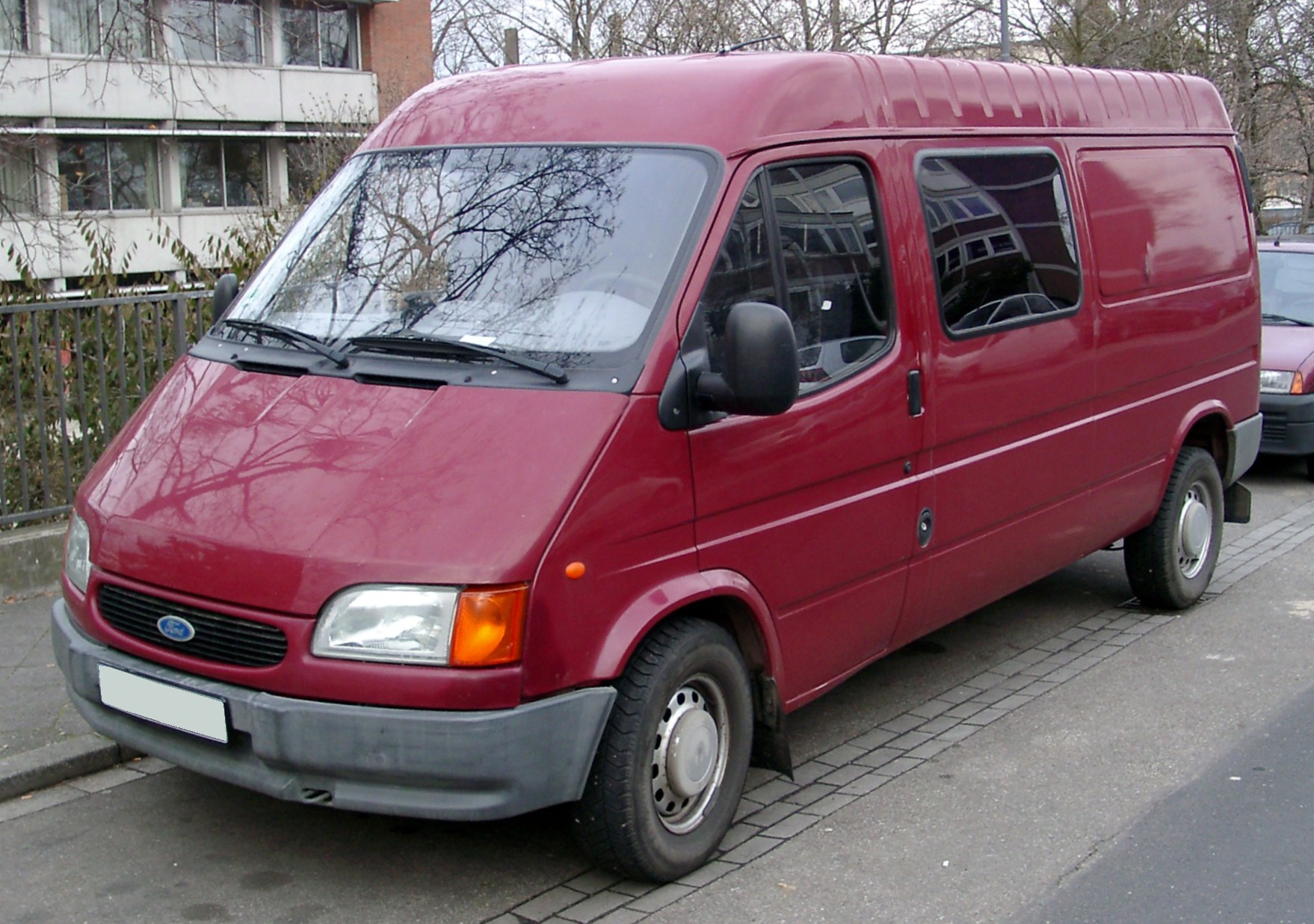
Ford Transit 1997 bis 2000
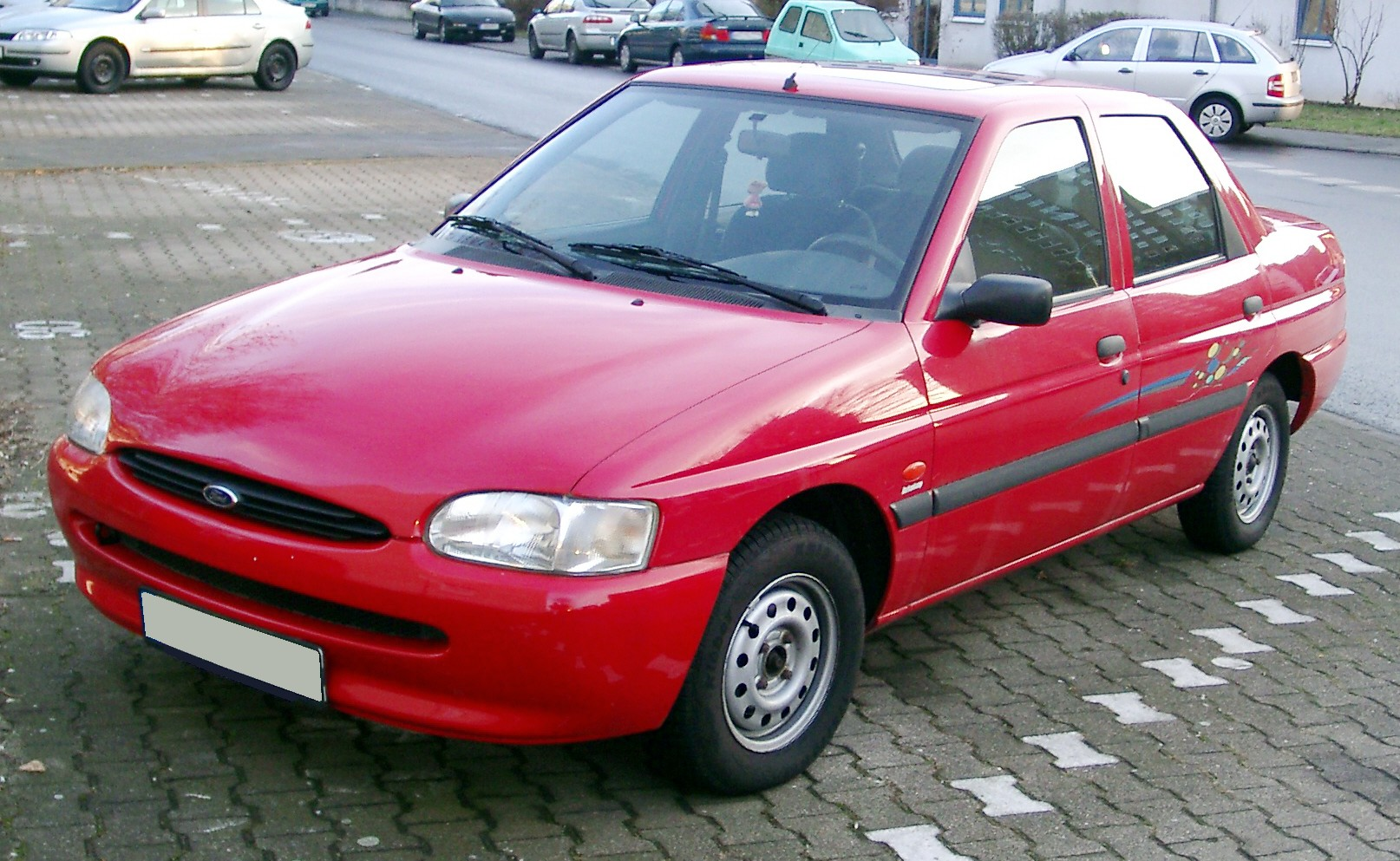
Ford Escort 1997 bis 2000
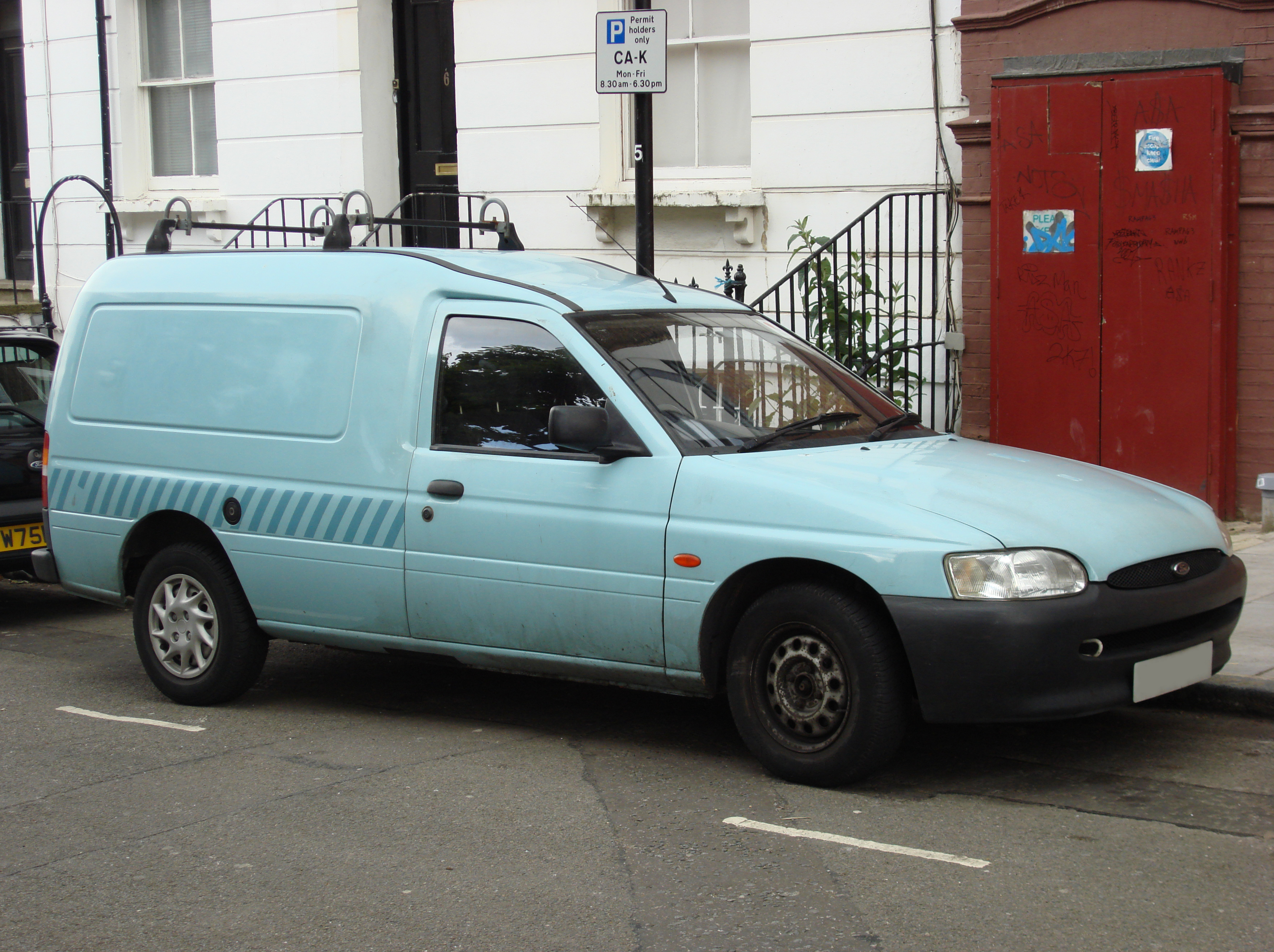
Ford Escort Courier Ford Escort Van (GB) Ford Express (Russland) 1997 bis 2000

- Die Einheiten aus der Montage der Ford Union sind in der Fahrzeug-Identifikationsnummer durch den Herstellercode Y4F sowie an einem R an der elften Stelle zu erkennen.[4][5]

## Beteiligung
- Ford Motor Company: 51 %
- Republik Belarus: 26 %
- Lada-OMC: 23 %